# Balykčy
Balykčy (kyrgyzsky Балыкчы) je město v Kyrgyzstánu. Nachází se na západním pobřeží jezera Issyk-kul 175 km od hlavního města Biškeku. Je součástí Isykkulské oblasti a žije v něm přibližně 54 tisíc obyvatel. Nadmořská výška města je 1900 m, podnebí je kontinentální a suché se 120 mm srážek ročně.
Balykčy leží na Hedvábné stezce a v roce 1871 zde byla založena poštovní stanice. Jmenovala se původně Bačino podle jednoho z prvních osadníků a od roku 1909 Rybačje. V roce 1954 získalo Rybačje městská práva. V letech 1989 až 1992 neslo město název Issyk-kul, současný název pochází ze slova „balık“, které v turkických jazycích označuje rybu.
V sovětských dobách bylo město turistickým centrem s loděnicemi, rybolovem, potravinářským a textilním průmyslem. Po vyhlášení kyrgyzské nezávislosti místní ekonomika upadla a počet obyvatel klesl.
Součástí města je i osada Orto-Tokoj s přehradou.
V roce 2018 byla zprovozněna železnice spojující Balykčy s Taškentem.